# 구 목포공립심상소학교
구 목포공립심상소학교(舊 木浦公立尋常小學校)은 대한민국 전라남도 목포시에 있는 1929년에 세워진 건축물이다. 2002년 5월 31일 대한민국의 국가등록문화재 제30호로 지정되었다.
목포공립심상소학교는 일본인 자녀의 교육을 위하여 설립된 학교이다. 2006년까지 목포유달초등학교의 과학실(1층), 강당(2층)으로 사용되었다.
1929년 일본인 자녀교육을 위해 세워진 학교로 일부 개수된 곳이 있으나 전체적으로 원형을 많이 갖추고 있으며, 현재 남아 있는 목포지역의 유일한 일제강점기 초등학교 교육시설이라는 역사적 의미가 있다.

## 같이 보기
- 목포유달초등학교
- 구 목포공립심상소학교 - 국가유산청 국가유산포털